# Papillaria compressum
Papillaria compressum là một loài Rêu trong họ Meteoriaceae. Loài này được (Mitt.) Kindb. miêu tả khoa học đầu tiên năm 1891.